# ألانسون (ميشيغان)
ألانسون (بالإنجليزية: Alanson, Michigan)‏ هي قرية تقع في الولايات المتحدة في Emmet County. يقدر عدد سكانها بـ 738 نسمة ومساحتها 2.64 كم2 وترتفع عن سطح البحر 188 متر.

## التركيبة السكانية
قام مكتب تعداد الولايات المتحدة بتحديد بيانات التركيبة السكانية لألانسون في تعداد الولايات المتحدة. في ما يلي، التركيبة السكانية حسب تعدادي 2000 و2010.

### تعداد عام 2000
بلغ عدد سكان ألانسون 785 نسمة بحسب تعداد عام 2000، وبلغ عدد الأسر 323 أسرة وعدد العائلات 207 عائلة مقيمة في القرية.
وتوزع التركيب العرقي للقرية بنسبة 89.55% من البيض و 5.61% من الأمريكيين الأصليين و 0.13% من الأمريكيين ذوي الأصول الآسيوية و 0.89% من الأمريكيين الأفارقة و 3.31% من عرقين مختلطين أو أكثر.
بلغ عدد الأسر 323 أسرة كانت نسبة 31.6% منها لديها أطفال تحت سن الثامنة عشر تعيش معهم، وبلغت نسبة الأزواج القاطنين مع بعضهم البعض 48.3% من أصل المجموع الكلي للأسر، ونسبة 11.8% من الأسر كان لديها معيلات من الإناث دون وجود شريك، وكانت نسبة 35.9% من غير العائلات. تألفت نسبة 29.4% من أصل جميع الأسر من أفراد ونسبة 10.2% كانوا يعيش معهم شخص وحيد يبلغ من العمر 65 عاماً فما فوق. وبلغ الحجم الوسطي للأسر 2.93، أما الحجم الوسطي للعائلات فبلغ 2.43.
بلغ العمر الوسطي للسكان 33 عاماً. وكانت نسبة 26.9% من القاطنين تحت سن الثامنة عشر، وكانت نسبة 10.2% بين الثامنة عشر والأربعة وعشرون عاماً، ونسبة 33.1% كانت واقعةً في الفئة العمرية ما بين الخامسة والعشرون حتى والأربعة وأربعون عاماً، ونسبة 19.0% كانت ما بين الخامسة والأربعون حتى الرابعة والستون، ونسبة 10.8% كانت ضمن فئة الخامسة والستون عاماً فما فوق. يوجد لكل 100 أنثى 95.8 ذكر، ويوجد لكل 100 أنثى في الثامنة عشر من عمرها فما فوق 93.3 ذكر.
بلغ متوسط دخل الأسرة في القرية 33,125 دولار، أما متوسط دخل العائلة فبلغ 38,333 دولار. وكان متوسط دخل الذكور 23,929 دولار مقابل 20,568 دولار للإناث. وسجل دخل الفرد الخاص بالقرية 20,703 دولار. وكانت نسبة 4.0% من العائلات ونسبة 8.1% من السكان تحت خط الفقر، وكان من هؤلاء نسبة 5.7% تحت سن الثامنة عشر ونسبة 15.0% في الخامسة والستين من العمر وما فوق.

### تعداد عام 2010
بلغ عدد سكان ألانسون 738 نسمة بحسب تعداد عام 2010، وبلغ عدد الأسر 307 أسرة وعدد العائلات 209 عائلة مقيمة في القرية. في حين سجلت الكثافة السكانية 745.5 نسمة لكل ميل مربع (287.8/كم2). وبلغ عدد الوحدات السكنية 429 وحدة بمتوسط كثافة قدره 433.3 لكل ميل مربع (167.3/كم2).
وتوزع التركيب العرقي للقرية بنسبة 92.4% من البيض و 5.0% من الأمريكيين الأصليين و 0.3% من الأمريكيين ذوي الأصول الآسيوية و 2.3% من عرقين مختلطين أو أكثر.
بلغ عدد الأسر 307 أسرة كانت نسبة 33.9% منها لديها أطفال تحت سن الثامنة عشر تعيش معهم، وبلغت نسبة الأزواج القاطنين مع بعضهم البعض 48.2% من أصل المجموع الكلي للأسر، ونسبة 14.3% من الأسر كان لديها معيلات من الإناث دون وجود شريك، بينما كانت نسبة 5.5% من الأسر لديها معيلون من الذكور دون وجود شريكة وكانت نسبة 31.9% من غير العائلات. تألفت نسبة 27.0% من أصل جميع الأسر من أفراد ونسبة 6.6% كانوا يعيش معهم شخص وحيد يبلغ من العمر 65 عاماً فما فوق. وبلغ الحجم الوسطي للأسر 2.83، أما الحجم الوسطي للعائلات فبلغ 2.40.
بلغ العمر الوسطي للسكان 36.3 عاماً. وكانت نسبة 25.1% من القاطنين تحت سن الثامنة عشر، وكانت نسبة 8.5% بين الثامنة عشر والأربعة وعشرون عاماً، ونسبة 28.7% كانت واقعةً في الفئة العمرية ما بين الخامسة والعشرون حتى والأربعة وأربعون عاماً، ونسبة 26.1% كانت ما بين الخامسة والأربعون حتى الرابعة والستون، ونسبة 11.7% كانت ضمن فئة الخامسة والستون عاماً فما فوق. وتوزع التركيب الجنسي للسكان بنسبة 50.4% ذكور و49.6% إناث.